# Deir Abi Said Club
Der Deir Abi Saeed Club (arabisch نادي دير أبي سعيد, DMG Nādī Dair Abī Saʿīd) ist ein jordanischer Fußballverein. Er spielt in der zweiten jordanischen Fußballliga. Der Verein wurde im Jahr 1976 im Bezirk Koura / Deir Abi Saeed im Norden Jordaniens gegründet.

## Vereinssport
- Fußball
- Basketball

Der Verein spielte 2016/2017 und 2017/2018 in der jordanischen Premier Basketball League.